# Krasnowka (Kaliningrad, Tschernjachowsk)
Krasnowka (russisch Красновка, deutsch Birkenfeld, Kreis Insterburg) ist ein Ort in der russischen Oblast Kaliningrad und gehört zur kommunalen Selbstverwaltungseinheit Stadtkreis Tschernjachowsk im Rajon Tschernjachowsk. Die Ortsstelle Dorf Birkenfeld ist verlassen. 

## Geographische Lage
Krasnowka liegt im Südwesten der Stadtgemeinde Tschernjachowsk (Insterburg), fünf Kilometer vom Zentrum der Stadt entfernt und war bis nach 1945 Bahnstation an der Schelesnodoroschny–Tschernjachowsk (Gerdauen–Insterburg), die im Nordwesten des Ortes vorbeiführt. Zu erreichen ist Krasnowka über eine Nebenstraße, die von Tschernjachowsk nach Telmanowo (Didlacken, 1938–1946 Dittlacken) führt.

## Geschichte
Der seinerzeit Schernuppen und später Birkenfeld genannte Ort wurde im Jahre 1613 gegründet. 1874 wurde der Ort in den neu errichteten Amtsbezirk Didlacken (1938–1946: Dittlacken, heute russisch: Telmanowo) eingegliedert, der zum Kreis Insterburg im Regierungsbezirk Gumbinnen der preußischen Provinz Ostpreußen gehörte. Im Jahre 1910 waren im Dorf Birkenfeld 25 Einwohner registriert.
Am 30. September 1928 wurde der zwei Kilometer nordöstlich gelegene Gutsbezirk Birkenfeld aus dem Amtsbezirk Waldhausen (russisch: Pastuchowo, auch Bezeichnung der nahe gelegenen Bahnstation) in die Landgemeinde Birkenfeld eingegliedert, so dass sich die Gesamteinwohnerzahl im Jahre 1933 auf 149 belief.
Am 1. April 1939 verlor Birkenfeld seine Eigenständigkeit, als die Eingemeindung in den Nachbarort Siegmundsfelde (bis 1938: Groß Siegmuntinnen, russisch: Baikal, nicht mehr existent) erfolgte.
In Kriegsfolge kam Birkenfeld mit dem nördlichen Ostpreußen 1945 zur Sowjetunion und erhielt 1950 die russische Bezeichnung Krasnowka. Gleichzeitig wurde der Ort in den Dorfsowjet Swobodnenski selski Sowet im Rajon Tschernjachowsk eingegliedert. In der Folgezeit wurde allerdings offenbar nur das Dorf Birkenfeld mit Krasnowka identifiziert, während das Gut Birkenfeld die russische Bezeichnung Prigorodny erhielt. Dieser Name (dt. etwa Beistadtort) bezog sich offensichtlich auf das nahe gelegene Tschernjachowsk. Der Ort Krasnowka verlagerte sich allerdings etwa zwei Kilometer westlich an die Bahnstrecke Toruń–Tschernjachowsk, wo sich vor 1945 ein Bahnwärterposten befunden hatte und später zeitweise der Haltepunkt O.p. 8 km bestand, während die Ortsstelle Dorf Birkenfeld verlassen wurde. Zeitweise wurde auch die knapp zwei Kilometer nordöstlich gelegene eigentliche Bahnstation Krasnowka als eigenständige Siedlung geführt. Im Jahr 1997 wurden Prigorodny und die Bahnstation von Krasnowka (wieder) an Krasnowka angeschlossen.
Von 2008 bis 2015 gehörte Krasnowka zur städtischen Gemeinde Tschernjachowskoje gorodskoje posselenije und seither zum Stadtkreis Tschernjachowsk.

## Kirche
Mit seiner überwiegend evangelischen Bevölkerung war Birkenfeld vor 1945 in das Kirchspiel der Lutherkirche Insterburg eingepfarrt. Sie gehörte zum Kirchenkreis Insterburg in der Kirchenprovinz Ostpreußen der Kirche der Altpreußischen Union. Auch heute liegt Krasnowka im Einzugsgebiet von Tschernjachowsk (Insterburg), wo sich eine neue evangelisch-lutherische Gemeinde gebildet hat, die zur Propstei Kaliningrad der Evangelisch-lutherischen Kirche Europäisches Russland gehört.